# سولفاي (نيويورك)
سولفاي (بالإنجليزية: Solvay, New York)‏ هي قرية تقع في الولايات المتحدة في نيويورك (ولاية). يقدر عدد سكانها بـ 6,584 نسمة ومساحتها 4.3 كم2 وترتفع عن سطح البحر 152 متر.

## التركيبة السكانية
حدّد مكتب تعداد الولايات المتحدة بيانات التركيبة السكانية لسولفاي في تعداد الولايات المتحدة. في ما يلي، التركيبة السكانية حسب تعدادي 2000 و2010.

### تعداد عام 2000
بلغ عدد سكان سولفاي 6,845 نسمة بحسب تعداد عام 2000، وبلغ عدد الأسر 3,030 أسرة وعدد العائلات 1,767 عائلة مقيمة في القرية. في حين سجلت الكثافة السكانية 1,591.9 نسمة لكل كيلومتر مربع (4,123.0/ميل2). وبلغ عدد الوحدات السكنية 3,291 وحدة بمتوسط كثافة قدره 765.3 لكل كيلومتر مربع (1,982.1/ميل2).
وتوزع التركيب العرقي للقرية بنسبة 95.81% من البيض و0.67% من الأمريكيين الأفارقة و1.02% من الأمريكيين الأصليين و0.39% من الأمريكيين ذوي الأصول الآسيوية و0.06% من سكان جزر المحيط الهادئ و0.29% من الأعراق الأخرى و1.75% من عرقين مختلطين أو أكثر و2.37% من الهسبانيون أو اللاتينيون من أي عرق.
بلغ عدد الأسر 3,030 أسرة كانت نسبة 28.8% منها لديها أطفال تحت سن الثامنة عشر تعيش معهم، وبلغت نسبة الأزواج القاطنين مع بعضهم البعض 39.4% من أصل المجموع الكلي للأسر، ونسبة 14.4% من الأسر كان لديها معيلات من الإناث دون وجود شريك، بينما كانت نسبة 4.5% من الأسر لديها معيلون من الذكور دون وجود شريكة وكانت نسبة 41.7% من غير العائلات. تألفت نسبة 35.9% من أصل جميع الأسر من عدة أفراد يعيشون في نفس المنزل ونسبة 16.1% كانت تتألف من شخص يعيش بمفرده يبلغ من العمر 65 عاماً أو أكثر. وبلغ متوسط حجم الأسرة المعيشية 2.26، أما متوسط حجم العائلات فبلغ 2.94.
بلغ العمر الوسطي للسكان 38.1 عاماً. وكانت نسبة 23.3% من القاطنين تحت سن الثامنة عشر، وكانت نسبة 8.5% بين الثامنة عشر والرابعة والعشرين عاماً، ونسبة 27.6% كانت واقعةً في الفئة العمرية ما بين الخامسة والعشرين والرابعة والأربعين عاماً، ونسبة 20.6% كانت ما بين الخامسة والأربعين والرابعة والستين، ونسبة 20% كانت ضمن فئة الخامسة والستين عاماً فما فوق. يوجد لكل 100 أنثى 85.8 ذكر، ويوجد لكل 100 أنثى في الثامنة عشر من عمرها فما فوق 82.4 ذكر.
بلغ متوسط دخل الأسرة في القرية 34,084 دولارًا، أما متوسط دخل العائلة فبلغ 40,057 دولارًا. وكان متوسط دخل الذكور 34,045 دولارًا مقابل 23,822 دولارًا للإناث. وسجل دخل الفرد الخاص بالقرية 19,441 دولارًا. وكانت نسبة 10.6% من العائلات ونسبة 12% من السكان تحت خط الفقر، وكان من هؤلاء نسبة 20.2% تحت سن الثامنة عشر ونسبة 7.3% في الخامسة والستين من العمر وما فوق.

### تعداد عام 2010
بلغ عدد سكان سولفاي 6,584 نسمة بحسب تعداد عام 2010، وبلغ عدد الأسر 2,961 أسرة وعدد العائلات 1,652 عائلة مقيمة في القرية. في حين سجلت الكثافة السكانية 1,531.2 نسمة لكل كيلومتر مربع (3,965.8/ميل2). وبلغ عدد الوحدات السكنية 3,234 وحدة بمتوسط كثافة قدره 752.1 لكل كيلومتر مربع (1,947.9/ميل2).
وتوزع التركيب العرقي للقرية بنسبة 91.63% من البيض و1.99% من الأمريكيين الأفارقة و1.46% من الأمريكيين الأصليين و0.79% من الأمريكيين ذوي الأصول الآسيوية و0.08% من سكان جزر المحيط الهادئ و1.09% من الأعراق الأخرى و2.96% من عرقين مختلطين أو أكثر و4.75% من الهسبانيون أو اللاتينيون من أي عرق.
بلغ عدد الأسر 2,961 أسرة كانت نسبة 27.2% منها لديها أطفال تحت سن الثامنة عشر تعيش معهم، وبلغت نسبة الأزواج القاطنين مع بعضهم البعض 34.1% من أصل المجموع الكلي للأسر، ونسبة 16.1% من الأسر كان لديها معيلات من الإناث دون وجود شريك، بينما كانت نسبة 5.6% من الأسر لديها معيلون من الذكور دون وجود شريكة وكانت نسبة 44.2% من غير العائلات. تألفت نسبة 36.5% من أصل جميع الأسر من عدة أفراد يعيشون في نفس المنزل ونسبة 13.8% كانت تتألف من شخص يعيش بمفرده يبلغ من العمر 65 عاماً أو أكثر. وبلغ متوسط حجم الأسرة المعيشية 2.22، أما متوسط حجم العائلات فبلغ 2.88.
بلغ العمر الوسطي للسكان 38.6 عاماً. وكانت نسبة 21.4% من القاطنين تحت سن الثامنة عشر، وكانت نسبة 9.1% بين الثامنة عشر والرابعة والعشرين عاماً، ونسبة 27.1% كانت واقعةً في الفئة العمرية ما بين الخامسة والعشرين والرابعة والأربعين عاماً، ونسبة 25.7% كانت ما بين الخامسة والأربعين والرابعة والستين، ونسبة 16.7% كانت ضمن فئة الخامسة والستين عاماً فما فوق. وتوزع التركيب الجنسي للسكان بنسبة 47.9% ذكور و52.1% إناث.

## أعلام
- جيمس فرانكلين هايد